# Жатка кукурузная

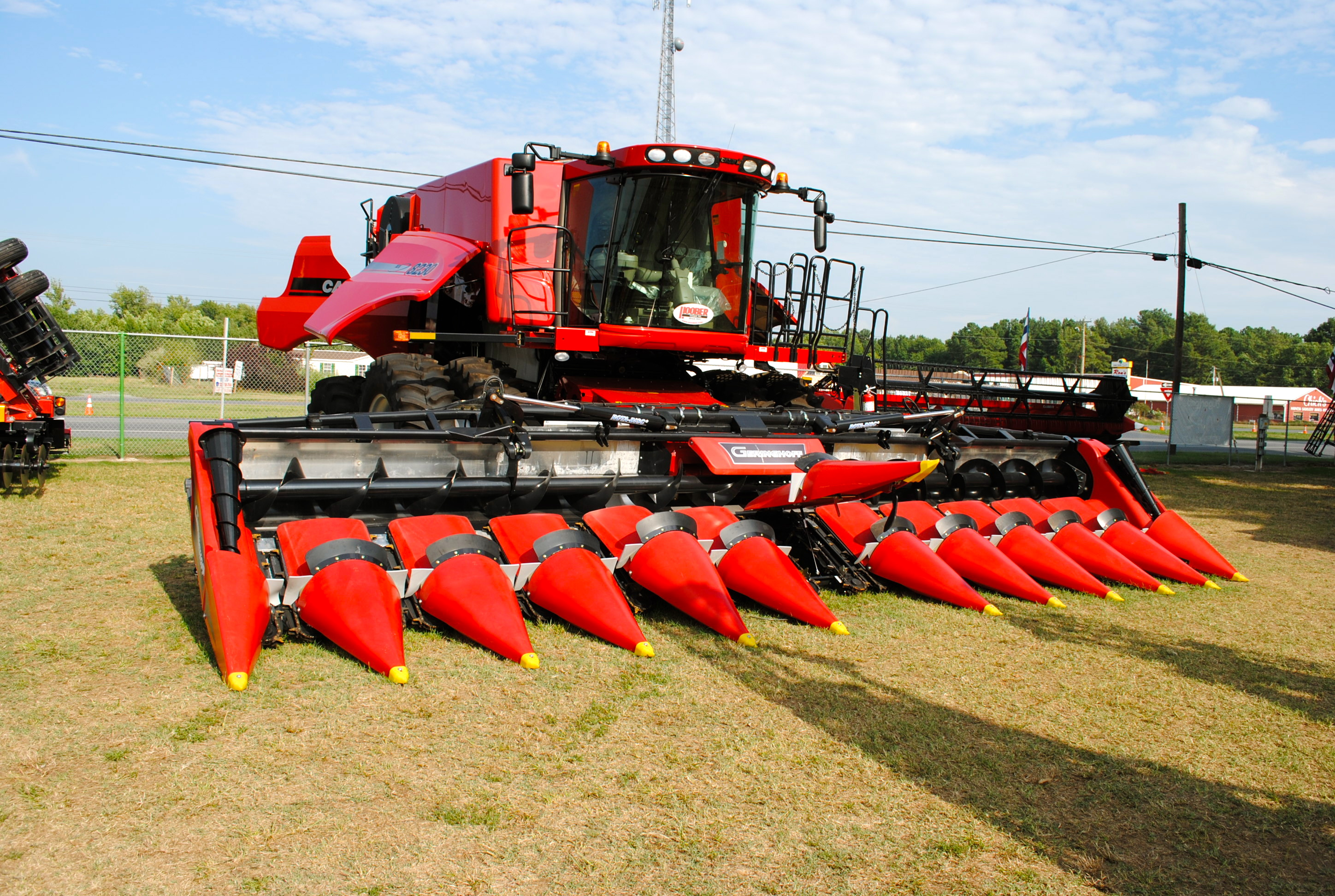
Кукурузная жатка комбайна, одна мысовая часть в середине приподнята

Кукурузная жатка — это техника, предназначенная для уборки кукурузы с отделением початков от стеблей. Параллельно она измельчает листья и стебли кукурузы, разбрасывая их по полю. С помощью кукурузной жатки скошенная масса транспортируется к молотилке комбайна (прямое комбайнирование) либо укладывается в валок (раздельная уборка).

## Основные характеристики кукурузной жатки
Кукурузная жатка относится по типу крепления к навесному оборудованию, агрегатируется с зерноуборочными комбайнами, может поставляться в комплекте с ними.
Жатки различаются по количеству обрабатываемых рядов и по ширине междурядного пространства. Конструкция жаток относительно проста, а потому — надежна. Жатка представляет собой раму, на которой расположены основные рабочие органы, такие как мотовило, транспортерные устройства, аппарат для резки стеблей и шнековое устройство.

## Суть, особенности, применение
Кукурузные жатки обладают высокой производительностью. Они тщательно измельчают стебли и практически не образуют отходов. Большинство марок кукурузных жаток одновременно производят сбор культуры и измельчение стебля. При этом жатка работает так близко к поверхности грунта, что подбирает даже полегшие растения и полностью удаляет сорняки.

## Принцип работы кукурузной жатки
Мысовые части жатки приподнимают стебли кукурузы и протягивают их вниз. За счет работы уборочных пластин происходит отделение початка от стебля. Початок транспортером подается в обмолачивающее устройство. В это время стебель кукурузы тщательно измельчается с помощью ножей или лезвий, расположенных на горизонтальных вальцах, и разбрасываются по полю. После прохода кукурузной жатки поле не требует ухода, и дальнейшая обработка почвы сводится, таким образом, к минимуму.
Большинство кукурузных жаток комплектуется кожухами (устройствами для предохранения рабочих органов). Эта мера значительно повышает срок эксплуатации оборудования.
Управление и контроль работы жатки осуществляется из кабины водителя комбайна.
Существуют модели кукурузных жаток, которые могут обмолачивать початки на корню, не срезая стебли. Такие жатки называют очесывающими.